# Jorge Chávez
Jorge Chávez (Georges Antoine Chavez) (Paris, född 13 juni 1887 Domodossola, död 27 september 1910), var en peruansk flygare. Chavéz dog 1910 efter att ha korsat Alperna från Schweiz (Brig) till Italien (Domodossola). 
Han anses som nationell flyghjälte i Peru. Flygplatsen Jorge Chavéz internationella flygplats för Lima Metropolitana bär hans namn till hans ära. I Frankrike, Schweiz och Italien är han känd som Géo Chavez.